# Alberto Senigagliesi
Alberto Senigagliesi (Susa, 12 agosto 1970) è un allenatore di sci alpino ed ex sciatore alpino italiano.

## Biografia

### Carriera sciistica
Senigagliesi, originario di Bardonecchia, debuttò in campo internazionale in occasione dei Mondiali juniores di Madonna di Campiglio 1988; l'anno dopo, nella rassegna iridata giovanile di Alyeska 1989, vinse la medaglia di bronzo nello slalom speciale, chiudendo dietro al compagno di squadra Sergio Bergamelli e allo jugoslavo Gregor Grilc. In Coppa del Mondo ottenne il primo piazzamento di rilievo il 23 novembre 1991 a Park City in slalom gigante, quando si classificò al 4º posto: tale risultato sarebbe rimasto il migliore di Senigagliesi nel massimo circuito internazionale, bissato il 12 gennaio 1992 a Garmisch-Partenkirchen in supergigante (a 12 centesimi dal vincitore, il connazionale Patrick Holzer).
Nella stessa stagione partecipò ai XVI Giochi olimpici invernali di Albertville 1992, sua unica presenza olimpica, arrivando 19º nel supergigante, e l'anno successivo prese parte ai Mondiali di Morioka 1993, sua unica presenza iridata, terminando 22º nello slalom gigante. Prese per l'ultima volta il via in Coppa del Mondo l'8 marzo 1998 a Kvitfjell in supergigante (38º) e si ritirò al termine della stagione 2002-2003; la sua ultima gara fu uno slalom gigante FIS disputato il 29 marzo a Stowe.

### Carriera da allenatore
Dopo il ritiro è diventato allenatore di sci alpino, guidando la squadra di discesa libera maschile della nazionale italiana e passando poi, nel 2015, alla guida della squadra di velocità femminile della nazionale statunitense e, dal 2017, a quella francese, dove ha assunto lo stesso ruolo. Dalla stagione 2022-2023 ha assunto l'incarico di direttore di gara delle prove veloci femminili di sci alpino per la FIS, succedendo a Jean-Philippe Vulliet.

## Palmarès

### Mondiali juniores
- 1 medaglia:
  - 1 bronzo (slalom speciale ad Alyeska 1989)

### Coppa del Mondo
- Miglior piazzamento in classifica generale: 40º nel 1992

### Coppa Europa
- 1 podio (dati parziali fino alla stagione 1993-1994):
  - 1 secondo posto[5]

### South American Cup
- 3 podi (dati dalla stagione 1994-1995):
  - 1 vittoria
  - 1 secondo posto
  - 1 terzo posto

#### South American Cup - vittorie
| Data             | Località  | Paese     | Specialità |
| ---------------- | --------- | --------- | ---------- |
| 7 settembre 1995 | Las Leñas | Argentina | SG         |

Legenda:

SG = supergigante

### Campionati italiani
- 4 medaglie[6]:
  - 1 oro (supergigante nel 1992)
  - 1 argento (combinata nel 1997)
  - 2 bronzi (slalom gigante nel 1992; combinata nel 1999)